# TJ 홉킨스

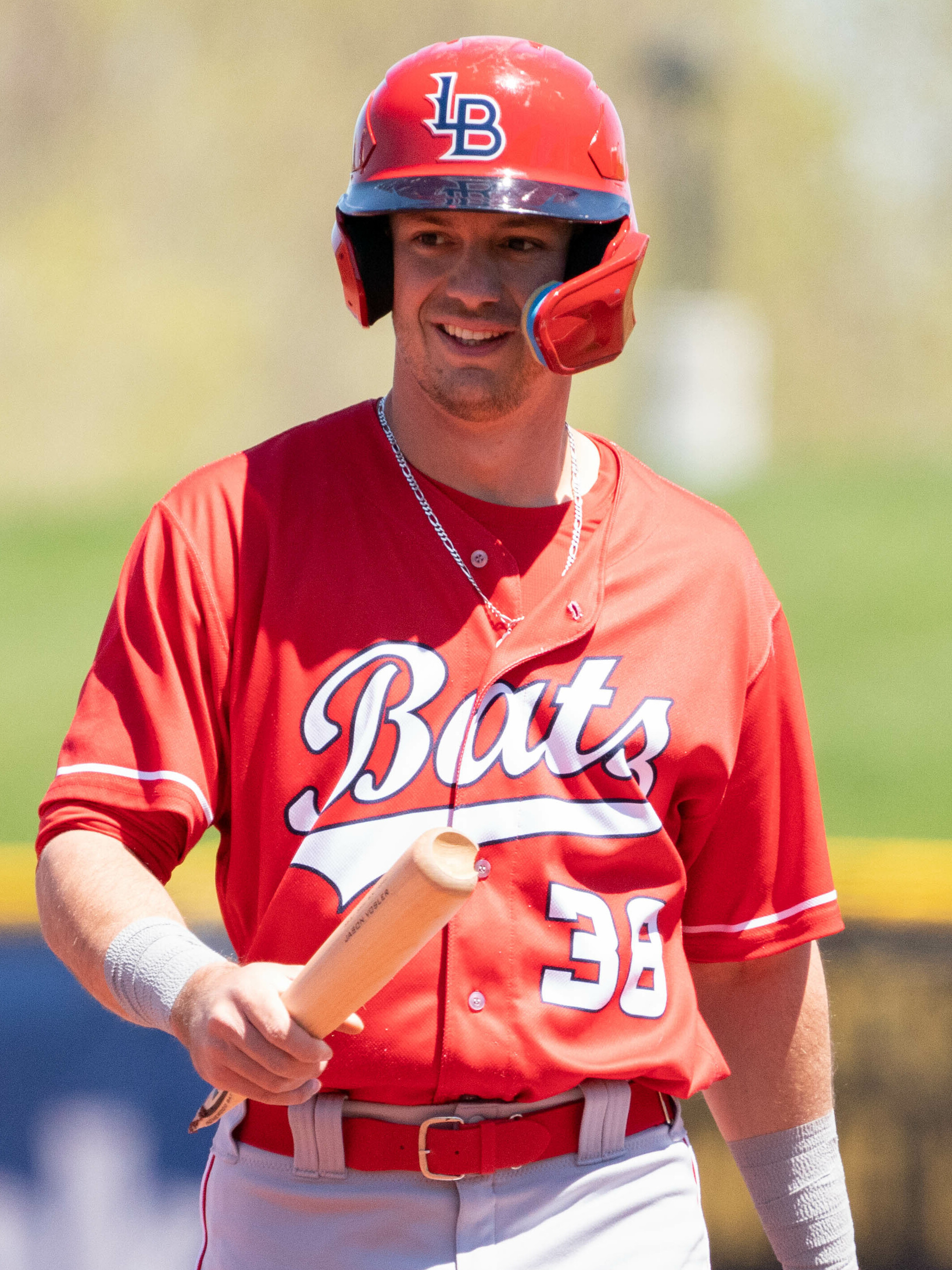
2023년 모습

TJ 홉킨스(TJ Hopkins, 본명: 마크 티모시 홉킨스, Mark Timothy Hopkins, 1997년 12월 4일 ~ )는 디트로이트 타이거스 소속의 미국 프로 야구 외야수이다. 이전에 메이저 리그 베이스볼(MLB) 신시내티 레즈에서 뛰었다.

## 경력

### 아마추어 경력
홉킨스는 사우스 캐롤라이나주 서머빌에 있는 서머빌 고등학교와 사우스캐롤라이나 대학교에 다녔으며 그곳에서 사우스 캐롤라이나 게임콕스에서 대학 야구를 했다.

### 신시내티 레즈
신시내티 레즈는 2019년 메이저리그 베이스볼 드래프트 9라운드에서 홉킨스를 선택했다. 그해 빌링스 머스탱스(Billings Mustangs)에서 프로 데뷔를 했다. 홉킨스는 코로나19 범유행으로 인해 마이너리그 시즌이 취소되면서 2020년 한 경기에 출전하지 못했다. 2021년에 돌아와 채터누가 룩아웃츠에서 뛰었다. 2022년에 채터누가와 루이빌 배츠에서 뛰었고 2023년 시즌을 루이빌에서 시작했다. 루이빌에서 50경기에 출전해 홉킨스는 타율 .341/.437/.540, 7홈런, 27타점을 기록했다.
2023년 6월 3일 홉킨스는 40인 명단에 선정되어 처음으로 메이저리그로 승격했다. 데뷔 시즌 동안 레즈에서 25경기에 출전해 타율 .171/.227/.171, 1타점, 1도루를 기록했다. 12월 14일, 오스틴 윈스(Austin Wynns)가 영입된 후 홉킨스가 임명되었다.